# Mk 21-0型魚雷
Mk 21型魚雷，命名為Mk 21-0型魚雷，是西屋電氣於1943年設計的被動聲波制導魚雷，Mk 21型魚雷成功通過了1943年的發射測試，但因西屋電氣突然遇到的障礙，該計劃在生產數個工程樣品後便被放棄了。
它是基於廣泛使用的Mk 13型魚雷。推進系統改為電力，但其重量限制其速度。